# Guys and Dolls
Guys and Dolls is een musicalfilm uit 1955 van regisseur Joseph L. Mankiewicz. De hoofdrollen zijn voor Marlon Brando, Jean Simmons, Frank Sinatra en Vivian Blaine.
De film is gebaseerd op de gelijknamige Broadwaymusical uit 1950 van Frank Loesser, Jo Swerling en Abe Burrows. Het libretto van de musical was gebaseerd op de korte verhalen "The Idyll Of Miss Sarah Brown" en "Blood Pressure" van Damon Runyon.
Guys and Dolls werd onderscheiden met twee Golden Globes en ontving diverse nominaties voor een Oscar en een Golden Globe in diverse categorieën. De film was een groot succes en bracht 13 miljoen dollar op, op een budget van 5 miljoen dollar. Wereldwijd bracht de film 20 miljoen dollar op.

## Verhaal
Illegale gokkers hebben het maar moeilijk in New York. Politie-inspecteur Brannigan is bezig om het gokwezen met wortel en tak uit te roeien. Zijn grootste vijand is Nathan Detroit, die het steeds moeilijker heeft om een plek voor zijn gokactiviteiten te vinden. Samen met zijn handlangers Nicely-Nicely Johnson en Benny Southstreet zoekt hij naar een locatie. De enige goede plek is de Biltmore Garage, maar de eigenaar vraagt een voorschot van duizend dollar. Nathan is echter platzak, hij kan niet eens een cadeautje kopen voor zijn verloofde, nachtclubzangeres Adelaide, die al veertien jaar op een huwelijk wacht. Dan hoort Nathan dat Sky Masterson in de buurt is. Masterson is ook een gokker en staat bekend om zijn hoge inzetten en ongewone weddenschappen. Ze lunchen samen en Nathan probeert Sky vergeefs te bewegen tot een aantal weddenschappen met hoge inzetten. Als Sky vervolgens opschept dat hij iedere vrouw zonder problemen de volgende dag kan meekrijgen naar Havana, krijgt Nathan een ingeving. Hij wedt met Sky voor duizend dollar dat de laatste niet in staat zal zijn om Sarah Brown van het Leger des Heils en de lokale missiepost mee te nemen naar Havana. Zonder gezichtsverlies kan Sky de weddenschap niet afwijzen en enigszins chagrijnig gaat hij erop in.
Bij de missie aangekomen zegt hij tegen Sarah dat hij een zondaar is die zich wil bekeren. Sarah voelt zich aangetrokken tot Sky maar wantrouwt zijn motieven. De missie oogt leeg en Sarah vertrouwt Sky toe dat er geen zondaars of dronkaards naar de missie komen en dat het hoofdkantoor dreigt met sluiting. Sky ziet zijn kans en zegt Sarah toe dat hij haar twaalf zondaars kan leveren in ruil voor een afspraakje met hem in Havana. Met de dreigende sluiting die boven haar hoofd hangt zegt ze toe. Ondertussen is Nathan bezig om de gokkers, onder wie ook gangster Big Jule, te verzamelen voor een groot gokevenement in de Biltmore Garage. Brannigan ruikt lont en komt informeren waarom de gokkers bijeen zijn. Nathans helper Benny Southstreet verzint een smoesje en zegt dat men bijeen is voor het vrijgezellenfeest van Nathan, voordat hij gaat trouwen. Nathan moet wel meespelen, ook al zit zelfs de suggestie van een huwelijk hem niet lekker. Als hij even later ziet dat Sarah niet bij de missieband meespeelt, denkt hij dat hij zijn weddenschap heeft verloren. Niet alleen moet hij nu Sky betalen, maar ook een huwelijk met Adelaide arrangeren, aangezien zijn verloofde getuige was van de aankondiging van Benny.
Intussen zijn Sky en Sarah op Cuba en het meisje begint langzaam verliefd te worden op de gokker. Ze vergeeft hem zelfs als Sky bekent dat alles begon met een weddenschap. Als ze terugkeren naar New York en aankomen bij de missie zien ze net Nathan en de gokkers wegvluchten uit de post. Nathan heeft gebruikgemaakt van de lege achterkamer om toch zijn gokfestijn te kunnen organiseren. De politie komt te laat, maar Brannigan blijft achterdochtig. Hij verdenkt Sky ervan de hele zaak met Nathan te hebben georganiseerd en beschuldigt hem van het weglokken van Sarah. Het meisje is furieus en schopt Sky, ondanks diens protesten, de deur uit. Ondanks Sarah's gedrag gaat Sky toch op zoek naar twaalf zondaars, hij is immers een man van eer en afspraak is afspraak. In het riool onder de stad zet Nathan intussen het gokfestijn voort. Hij speelt tegen Big Jule, de gangster, die valsspeelt en de gokker compleet uitkleedt. Dan arriveert Sky. Eerst laat hij Nathan weten dat hij de weddenschap heeft verloren en geeft hem de duizend dollar. Dan  biedt hij alle gokkers een onweerstaanbare weddenschap aan. Als hij verliest met de dobbelstenen, krijgen alle gokkers duizend dollar per persoon, maar als hij wint gaat iedereen mee naar de missie om te bidden. Niet lang daarna zit de missie vol met gangsters. Hoewel de gokkers over het algemeen merkwaardig weinig berouw tonen, zijn een aantal zondaars oprecht op zoek naar bekering. Nathan zegt tegen Sarah dat Sky de weddenschap over Havana niet gewonnen heeft. Aangezien Sarah wel beter weet, ziet ze in dat Sky echt verliefd op haar is en ze maken het goed. Niet lang daarna geven Sky en Sarah net als Nathan en Adelaide elkaar het ja-woord op Times Square.

## Voorgeschiedenis
Op 24 november 1950 ging de musical Guys and Dolls in première op Broadway. In totaal werden er 1200 voorstellingen gegeven voordat de productie op 28 november 1953 sloot. Het was een succes en de Hollywoodproducenten stonden in de rij om de filmrechten te claimen. Al in juli 1952 probeert Paramount de rechten in handen te krijgen. De studio had al de rechten van de korte verhalen van Damon Runyon waarop de musical was gebaseerd. Paramount wilde graag Guys and Dolls verfilmen met Bob Hope als Nathan Detroit, Bing Crosby als Sky Masterson, Jane Russell als Sarah Brown en Betty Grable als Miss Adelaide. Ook werd overwogen om Dean Martin en Jerry Lewis in te zetten. Maar de rechten gingen aan de neus van Paramount voorbij en in januari 1954 bood producent William Goetz 300.000 dollar en een percentage van de winst voor de rechten. Goetz zou de film voor Columbia produceren. Maar in maart 1954 werd het bod van Goetz overtroffen door Sam Goldwyn die een miljoen dollar plus tien procent van de winst bood.

## Scenario
Scenarist en regisseur Joseph L. Mankiewicz besloot om niets te wijzigen aan de dialogen van het libretto. 
Het unieke taalgebruik van de gangsters en gokkers in de musical was afkomstig van de korte verhalen "The Idyll Of Miss Sarah Brown" en "Blood Pressure" van Damon Runyon. Het eigenaardige taalgebruik vormde de charme van de musical en werd omschreven als "Runyonesque". Runyon had zijn eigen wereld gecreëerd, gebaseerd op de mensen die Broadway en Times Square bevolkten. Geen realistische wereld, meer een fantasiewereld bewoond door oplichters, kaartspelers, corrupte agenten en meisjes van lichte zeden. Er is ook geen historische basis of tijdsindicatie. De mannen droegen gangsterkostuums uit de jaren twintig en de vrouwen fantasiekostuums.

## Acteurs
Voor producent Goldwyn was er maar één acteur die de rol van Sky Masterson kon vertolken, namelijk Gene Kelly. Maar MGM die Kelly onder contract had, wilde de acteur niet uitlenen. Goldwyn stond nu voor de uitdaging om zijn peperdure project te realiseren met andere bekende namen. De bijrollen vormden geen probleem, hiervoor huurde hij vrijwel alle acteurs van de Broadwaymusical in, Stubby Kaye, B.S. Pully en Johnny Silver. Voor de grote rollen wilde hij echter ook grote namen. Kirk Douglas, Burt Lancaster en Robert Mitchum werden overwogen voor de rol van Masterson. Goldwyn werd ook benaderd door de agenten van Bing Crosby en Clark Gable die grote interesse hadden in de rol. Uiteindelijk maakte Goldwyn zijn keus, hij ging voor de acteur die op dat moment een kaskraker was in Hollywood, Marlon Brando. Brando was echter een acteur die voornamelijk actief was in karakterrollen, een acteur die niet kon zingen of dansen. Frank Sinatra, die ook graag de rol van Sky Masterson had willen spelen, was woedend toen Brando werd gekozen. Sinatra zelf moest genoegen nemen met de rol van Nathan Detroit. De componist van de liedjes van de musical, Frank Loesser, zag weinig in de keuze voor Sinatra voor de rol van Nathan. Hij vond de zanger/acteur verkeerd gekozen. In de musical werd Nathan gespeeld door Sam Levene, een acteur met een knorrige stem en helemaal geen zanger. Loesser vond Sinatra te glad voor de rol en haatte de romantische behandeling die Sinatra aan de liedjes gaf. Nadat Sinatra de bezwaren van Loesser had gehoord, verbrak hij alle banden met de componist, de twee zouden nooit meer met elkaar spreken. Ook Goldwyn zou nog merken dat hij Sinatra niet ongestraft kon afschepen met een andere rol, tijdens de opnames vlogen zijn sterren elkaar regelmatig in de haren. Voor de rol van het liefje van Nathan, Miss Adelaide, zocht Goldwyn ook lang naar een geschikte actrice. Hij was gebrand op Grace Kelly, maar die was niet beschikbaar. Marilyn Monroe wilde graag, maar regisseur Mankiewicz weigerde om met haar te werken. Tegen de tijd dat Guys and Dolls in productie ging had Monroe al een bedenkelijke reputatie opgebouwd als lastig om mee te werken. Mankiewicz kende haar al van de opnames van All About Eve en wist hoe moeilijk de actrice kon zijn. Hij deed net of hij haar telefonische berichten niet gekregen had. Betty Grable stond op het punt te tekenen toen haar hond ziek werd. Ze vertrok meteen en Goldwyn liet haar vallen. Nadat ook Judy Holliday was afgevallen, viel Goldwyn terug op de Broadwaymusical en koos de hoofdrolspeelster daarvan, Vivian Blaine.

## Productie
De film werd opgenomen tussen 14 maart 1955 en 9 juli 1955, een ongewoon lange tijd voor een Hollywoodfilm. Tussen 10 en 20 juni lagen de opnames volkomen stil voor de repetities voor twee nummers die speelden in de Hot Box Club. De lange filmperiode was grotendeels te wijten aan de lange repetities en uitlopende opnames. Met name Marlon Brando was gewend aan veel repetities en het veelvuldig overdoen van opnames. Als acteur uit de school van 'methodacting' haalde hij zijn inspiratie juist uit de verschillende opnames en nam hij de tijd zijn personage op te bouwen. Dit was niet besteed aan Frank Sinatra, die een extreme hekel had aan repeteren en vaak weigerde meer dan één opname van een scène te doen. Hij wilde juist de spontaniteit handhaven. Sinatra was dan ook des duivels toen Brando vaak met opzet opnames verprutste om meer takes te kunnen maken. Het boterde toch al niet zo tussen beide acteurs en toen Brando Sinatra benaderde om de zangnummers te repeteren en samen te werken, kreeg hij als antwoord: "I don't go for that Method crap" (Ik doe niet mee aan die Methodflauwekul). Al snel ontstonden er twee kampen op de set, een Brando- en een Sinatrakamp en communiceerden de twee acteurs alleen nog maar via tussenpersonen. Sinatra noemde Brando 'mumbles' (mompelaar) en de meest overschatte acteur van de wereld. Aan de andere kant kon Brando het niet laten om grapjes met Sinatra uit te halen. Zo verpestte hij moedwillig diverse keren een scène waarbij Sinatra plakjes kwarktaart moest eten. Op een gegeven moment was Sinatra kotsmisselijk en verliet scheldend de set. Guys and Dolls was een dure productie en zou in totaal uitkomen op ongeveer 5,5 miljoen dollar. De film werd in zijn geheel opgenomen op de buitenterreinen van de MGM studio's (de Goldwyn Lot) waar Times Square en delen van Broadway waren nagebouwd. De decorbouwers gebruikten dezelfde logo's in de neonreclames als op Times Square, maar pasten die zo aan dat de bedrijfsnamen onherkenbaar werden. De choreografie van de nummers werd verzorgd door Michael Kidd, een collega en concurrent van Gene Kelly. Voor de zangnummers werd niemand ingedubd. Dit was een grote tegenslag voor Jean Simmons en Marlon Brando, die min of meer verwacht hadden dat andere zangers en zangeressen hun stemmen zouden inzingen, zoals vaker gebeurde in Hollywoodfilms. Goldwyn eiste echter realisme en dus moest Brando zelf aan de bak. Hij had er moeite mee en zijn zang in de verschillende nummers werd samengesteld uit verschillende opnames.

## Muziek
De volgende liedjes zijn te horen, tekst en muziek van Frank Loesser:
- "Guys and Dolls" Gezongen door: Frank Sinatra, Stubby Kaye en Johnny Silver
- "A woman in love" Gezongen door: Marlon Brando en Jean Simmons
- "Overture" (instrumentaal)
- "Fugue for Tinhorns" Gezongen door: Stubby Kaye, Johnny Silver en Danny Dayton
- "Follow the Fold" Gezongen door: Jean Simmons
- "The Oldest Established (Permanent Floating Crap Game)" Gezongen door: Frank Sinatra, Stubby Kaye, Johnny Silver, en Harry Wilson,
- "I'll Know" Gezongen door: Marlon Brando en Jean Simmons
- "Pet Me Poppa" Gezongen door: Vivian Blaine en The Goldwyn Girls
- "I've Never Been In Love Before" Gezongen door: Frank Sinatra en Vivian Blaine
- "Adelaide's Lament" Gezongen door: Vivian Blaine
- "For He's a Jolly Good Fellow" Gezongen door: Johnny Silver
- "Adelaide" Gezongen door: Frank Sinatra
- "If I Were a Bell" Gezongen door: Jean Simmons
- "My Time of Day" Gezongen door: Marlon Brando en Jean Simmons
- "Take Back Your Mink" Gezongen door: Vivian Blaine en The Goldwyn Girls
- "Luck Be a Lady" Gezongen door: Marlon Brando en de gokkers
- "Sue Me" Gezongen door: Vivian Blaine en Frank Sinatra
- "Sit Down You're Rockin' the Boat" Gezongen door: Stubby Kaye

Op verzoek van Samuel Goldwyn en Joseph L. Mankiewicz schreef Frank Loesser drie nieuwe liedjes voor de film: "Pet Me Poppa", "A Woman in Love", en "Adelaide". Het laatste nummer werd speciaal geschreven voor Frank Sinatra. Vijf liedjes uit de Broadwaymusical werden niet in de film opgenomen: "A Bushel and a Peck", "My Time of Day", "I've Never Been In Love Before", "More I Cannot Wish You" en "Marry the Man Today".

## Academy Awards(genomineerd)
- Best Art Direction-Set Decoration - Oliver Smith, Joseph C. Wright, Howard Bristol
- Best Cinematography - Harry Stradling Sr.
- Best Costume Design - Irene Sharaff
- Best Music - Jay Blackton, Cyril J. Mockridge

## Golden Globes(gewonnen)
- Best Motion Picture - Musical/Comedy
- Best Motion Picture Actress - Musical/Comedy - Jean Simmons